# Windrath
Windrath is een kleine plaats die deel uitmaakt van het stadsgebied Velbert in het Duitse Noordrijn-Westfalen. De plaats ligt tussen Wuppertal en Langenberg.

## Taalkundig
Windrath hoort bij het gebied van de westfaalse dialecten, en ligt aan de Uerdinger Linie, een dialectscheidingslijn.

## Kapel
De kapel van de plaats dateert, naar men vermoedt, van rond 800, en is wellicht opgericht op een plek waar voorheen prechristelijke cultussen plaatsvonden. Uit bronnen blijkt met groter zekerheid dat de kapel in 1682 is gerenoveerd, en dat de toren in 1753-54 een opknapbeurt kreeg. Die stortte echter enkele decennia later door het dak. Sindsdien hebben een aantal renovaties elkaar opgevolgd. In 1905 werd de in slechte staat verkerende  toren afgebroken en herbouwd. De kapelklok dateert naar alle waarschijnlijkheid uit de middeleeuwen, de ramen van de glazenier Joachim Klos (1931-2007) werden begin jaren 1960 aangebracht, en in 1997 werd een nieuw orgel geplaatst.